# Котеновский
 Котеновский  — посёлок в Килемарском районе Республики Марий Эл. Входит в состав Ардинского сельского поселения.

## География
Находится в западной части республики Марий Эл на левобережье Волги на расстоянии приблизительно 43 км по прямой на юг от районного центра посёлка Килемары.

## История
Посёлок образован в 1918 году как лесоучасток. В 1957 году здесь проживали 336 человек. Посёлок входил в состав совхоза «Ардинский» (с 1996 года колхоз «Озерки»).

## Население
Население составляло 21 человек (мари 86 %) в 2002 году, 12 в 2010.